# Bătălia de la Halbe
Bătălia de la Halbe a durat de la 24 aprilie – 1 mai 1945. Luptele s-au desfășurat în pădurea Spree, lângă orășelul Halbe, în sud-estul Berlinului și a fost parte a bătăliei Berlinului.
General colonelul Theodor Busse, aflat la comanda Armatei a 9-a germane, a încercat să-și scoată subordonații din încercuire și să-și unească forțele cu Armata a 12-a, comandată de generalul Walther Wenck, având intenția să se îndrepte împreună spre vest și să se predea Aliaților occidentali.

## Preludiu
Pe 16 aprilie, sovieticii au lansat asaltul final pentru cucerirea Berlinului cu trei fronturi, care au atacat peste linia Oder-Neisse. Până pe 21 aprilie, sovieticii au străpuns frontul german în două locuri și au început încercuirea Berlinului. Armata a 9-a era însărcinată cu apărarea Înălțimilor Seelow, atacate de militarii Frontului I Belarus comandat de mareșalul Gheorghi Jukov. Pozițiile germanilor au fost însă rapid depășite de trupele Frontului I Ucrainean al mareșalului Ivan Konev, care copleșiseră Grupul de Armate Centru pe Neisse. Până pe 20 aprilie, Grupul de Armate Centru trebuise să se retragă spre sud-estul Berlinului, lăsând drum liber lui Jukov. Datorită vitezei de avansare forte ridicate a lui Konev, Armata a 9-a era amenințată cu încercuirea, sovieticii atacând pe flancuri spre Berlin cu două formații masive, una dinspre sud și alta dinspre est. Dinspre sud atacau Armatele a 3-a și a 4-a de tancuri de Gardă, care au reușit să penetreze rapid liniile inamice și să ajungă în spatele Armatei a 9-a germană.

## Încercuirea

### Pozițiile germanilor
Comandamentul Corpului al 5-lea german era prins în încercuire alături de Armata a 9-a la nord de Forst, și a trecut din coponența Armatei a 4-a Panzer (parte a Grupului de Armate Centru) la Armata a 9-a, (parte a Grupului de Armate Vistula, aflat sub comanda generalului Gotthard Heinrici). Corpul al 5-alea continua să reziste lângă Cottbus. Între timp, cea mai mare parte a Grupului de Armate Centru fusese forțată de avansarea Frontului I Ucrainean să se retragă de-a lungul liniilor lor de comunicație spre sud-vest spre Cehoslovacia. Flancul sudic al Armatei a 4-a Panzer a avut câteva succese locale după ce a efectuat câteva contraatacuri împotriva Frontului I Ucrainean. În același timp, Hitler a dat o serie de ordine care au demonstrat încă o dată lipsa sa realism în legătură cu situația militară. El a ordonat Armatei a 9-a să reziste la Cottbus și să organizeze un front către vest și în același timp să atace coloanele sovietice care înaintau spre nord. Această manevră le-ar fi permis să formeze ramura nordică a unei manevre de învăluire, care ar fi trebuit să întâlnească Armata a 4-a Panzer aflată în marș dinspre sud și să încercuiască și să distrugă Frontul I Ucrainean. Această manevră ar fi trebuit să fie efectuată mai înainte ca Armata a 3-a Panzer să atace pentru a forma ramura de sud a învăluirii Frontului I Belarus, care trebuia distrus de atacul direct al Corpului al III-lea SS comandat de generalul Felix Steiner, care urma să atace din nordul Berlinului. Mai târziu, în aceeași zi, Steiner a declarat că nu poate îndeplini sarcina dată datorită lipsei de efective, iar  Heinrici i-a explicat lui Hitler că Armata a 9-a trebuie să se retragă imediat pentru a nu fi încercuită de sovietici. El a afirmat că era deja prea târziu pentru această armată să se deplaseze spre nord-vestul Berlinului și că ar fi mai normal să se deplaseze spre vest. Heinrici a mai cerut ca, dacă Hitler nu-i aprobă mutarea spre vest, să i se accepte demisia din fruntea trupelor comandate.
La conferința asupra situației militare de la prânzul zilei de 22 aprilie, Hitler s-a înfuriat teribil când și-a dat seama că toate planurile pe care le făcuse cu o zi mai devreme nu vor fi duse la bun sfârșit. El a declarat că războiul este pierdut, a aruncat vina asupra generalilor săi și a anunțat că s-a hotărât să rămână în Berlin până la sfârșit și ca se va sinucide pentru a nu cădea viu în mâinile sovieticilor. Într-o încercare de domolire a furiei lui Hitler, Alfred Jodl a sugerat că Armata a 12-a, care se opunea americanilor, s-ar putea îndrepta spre Berlin, deoarece era puțin probabil ca americanii, ajunși deja pe Elba, să încerce să forțeze traversarea râului. Hitler a adoptat imediat sugestia și, în câteva ore, comandantul armatei, generalul Walther Wenck, a primit ordinul să-și deplaseze trupele spre nord-est în sprijinul apărării Berlinului. A devenit mai apoi clar că, dacă Armata a 9-a se mută spre vest, va fi imposibil să facă joncțiunea cu Armata a 12-a.
Deși Hitler sperase ca Armata a 12-a să ajungă la Berlin și să facă joncțiunea cu Armata a 9-a, se pare că niciunul dintre generalii Heinrici, Busse ori Wenck nu credeau că o asemenea manevră este posibilă. Permisiunea dată de Hitler Armatei a 9-a să se retragă spre Armata a 12-a va asigura o șansă unui mare număr de soldați germani să scape spre vest și să se predea americanilor, exact ce plănuiseră de fapt Wenck și Busse. Sarcina comandanților germani a fost ușurată după ce, la scurtă vreme după miezul nopții zilei de 25 aprilie, generalul Busse a primit dreptul „să decidă de unul singur care este cea mai bună direcție de atac".

### Situația Armatei a 9-a
Mai înainte de a fi încercuită, Armata a 9-a suferise deja pierderi grele în timpul Bătăliei de pe Înălțimile Seelow. Există estimări conform cărora, la începutul încercuirii, germanii dispuneau de mai puțin de 1.000 de tunuri și mortiere, 79 de tancuri și aproximativ 150 – 200 vehicule ușoare blindate. În încercuire căzuseră cam 80.000 de soldați, majoritatea membri ai Armatei a 9-a, din ea făcând parte Corpul al 11-lea Panzer SS, Corpul al V-lea vânători de munte SS și Corpul al 5-lea, proaspăt sosit în zonă. Alături de cei de mai sus luptau elemente ale garnizoanei din Frankfurt. Printre tancuri se aflau 36 de blidate ale  Corpul al 11-lea SS și 14  tancuri grele Tiger II ale Batalionului 502 SS.. Pe 25 și 26 aprilie s-a încercat aprovizionarea celor încercuiți pe calea aerului, dar avioanele de aprovizionare nu au găsit niciun teren potrivit pentru aterizare și nici nu au reușit să stabilească contactul cu cei încercuiți.
Germanii fuseseră împinși într-o pungă care ocupa o regiune cu lacuri și păduri la sud-est de Fürstenwalde. Sovieticii, după ce și-au îndeplinit principalul obiectiv al încercuirii Berlinului, au trecut la eliminarea tuturor zonelor de rezistență din spatele frontului principal. În după-amiaza zilei de 25 aprilie, Armatele a 3-a, a 33-a și a 69-a sovietice și un corp de cavalerie (capabil de acțiuni de infiltrare în regiunile împădurite), aflate sub comanda mareșalului Gheorghi Jukov, comadantul Frontului I Belarus, au atacat punga din direcția nord-est. Mareșalul Ivan Konev a ordonat ca Armata a 3-a de Gardă a Frontului I Ucrainean să atace în sprijinul lui Jukov și să închidă singura cale pe care s-ar fi putut retrage germanii și care traversa autostrada Berlin – Dresda în zona lacurilor care începea la Teupitz și continua spre nord-est.

### Efectivele sovietice
Forțele sovietice destinate atacului pungii în care se afla Armata a 9-a numărau aproximativ 280.000 de soldați cu 7.000 de tunuri și mortiere și 280 de tancuri și tunuri autopropulsate, sprijinite de 1.500 de avioane. Chiar în timpul atacului, pe 25 aprilie, forțelor sovietice li s-au alăturat Divizia I de artilerie de străpungere de Gardă, fiind plasată temporar sub comanda Armatei a 3-a de Gardă, care a acționat în sectorul Teurow - Briesen.

## Tentativele de străpungere a încercuirii

### Planurile de atac ale Armatelor a 12-a și a 9-a
Armata a 12-a a declanșat operațiunea de străpungere din exterior a încercuirii pe 24 aprilie, când Corpul al 20-lea a atacat spre est și nord-est. În timpul nopții, divizia Theodor Körner a atacat Corpul al 5-lea mecanizat sovietic lângă Treuenbrietzen. A doua zi, divizia  Scharnhorst a atacat forțele sovietice din jurul Beelitzului, reușind să depășească unitățile de ariergardă ale Corpului al 6-ale mecanizat sovietic. Diviziile Ulrich von Hutten și Scharnhorst au încercat mai apoi să ajungă la Potsdam, pentru deschiderea unui coridor spre Berlin. În același timp, alte elemente ale Armatei a 12-a forțau înaintarea spre est pentru a face joncțiunea cu Armata a 9-a.
După cum se exprimaseră comandanții germani, Armata a 9-a plănuia să se deplaseze spre vest „ca o omidă”.  Generalul Busse plănuise ca în fruntea „omizii” să se afle tancurile grele Tiger II. Comparația a părut potrivită, deoarece în timp ce „capul” (avangarda blindată) trebuia să străpungă încercuirea și să conducă deplasarea, „coada” (ariergarda) trebuia să lupte pentru dezangajarea de forțele urmăritoare sovietice, iar „trupul” urma să se deplaseze în etape scurte, într-o relativă siguranță.
În noaptea de 25/26 aprilie Hitler a emis noi ordine cu privire la acțiunile Armatelor a 9-a și a 12-a. 
Astfel:
- Armata a 12-a trebuia să taie în două Armata a 4-a de tancuri de Gardă și să ajungă pe aliniamentul Beelitz - Ferch, după care să continue atacul pentru a face joncțiunea cu Armata a 9-a.
- Armata a 9-a trebuia să reziste pe flancul său estic dintre Spreewald – Fürstenwalde și să atace spre vest pentru a face joncțiunea cu Armata a 12-a.
- Odată ce ambele armate și-ar fi unit efectivele, ale trebuiau să atace spre nord și să deschidă un coridor prin pozițiile sovietice care încercuiseră Berlinul.[10]

Ultima consfătuire a comandanților Armatei a 9-a a avut loc la ora 15:00 a zilei de 28 aprilie. După acest moment comanda centrală a pierdut orice contact cu Corpul al 5-lea și cu Corpul SS al vânătorilor de munte. În timpul acestei consfătuiri s-a ajuns la concluzia că singura cale pe care se poate face o străpungere a încercuirii este aceea prin orașul Halbe. Sovieticii au reușit să deducă foarte ușor planul german, în vreme ce germanii nu aveau nici cea mai mică informație despre dispozitivul trupelor sovietice care îi încercuiau. După momentul conferinței, comanda și controlul exercitat de cartierul general al Armatei a 9-a au dispărut aproape cu desăvârșire. De asemenea, nu au mai existat aproape nicio legătură între cartierele generale ale Armatei a 9-a și Grupului de Armate Vistula.
În cartea sa Slaughter at Halbe, Tony le Tissier l-a acuzat pe generalul Busse că a eșuat în misiunea sa de exercitare a comenzii efective și a controlului asupra armatei încercuite, contribuind astfel la eșecurile tentativelor de străpungere a încercuirii. Le Tissier scrie că Busse și-a mutat cartierul general într-o poziție privilegiată, imediat în spatele vârfului de lance al tancurilor grele, din care nu putea să controleze toate formațiunile din subordine și, din acest motiv, a pierdut capacitatea de a coordona acțiunile subunităților de la nivel local. Autorul îl mai acuză pe Busse că nu a sprijinit în mod corespunzător prima tentativă de spargere a încercuirii. Vârful de lance al atacului blindat german de pe 28 aprilie era format din batalionul SS al 502-lea de tancuri grele și din elementele rămase din Divizia blindată Kumark.  Aceste unități erau organizate în două formațiuni în formă de triunghi.

### Prima tentativă de străpungere a încercuirii
În dimineața zilei dr 25 aprilie, Busse a ordonat celor două formații de tancuri să încerce o străpungere în directia drumului spre centrul localității Baruth, pentru a elibera calea de acces spre Luckenwalde și Jüterbog. Prima formațiune de tancuri a atacat dinspre Halbe, în vreme ce cea de-a doua a pornit din Schleepitz.  Ordinele primite de tanchiști prevedeau deschiderea unui coridor și menținerea lui deschisă doar pentru militarii Armatei a 9-a, civililor fiindu-le interzis accesul pe susnumita cale de evacuare. Tanchiștii au avansat, traversând autostrada Berlin-Dresda, până când au atins liniile sovietice defensive stabilite la Baruth de Divizia a 50-a pușcași de Gardă, întărite cu tancuri grele îngropate și de Divizia a 329-a de pușcași. În momentul în care tancurile germane au atins liniile sovietice, efectivele lor erau deja împuținate de focul artileriei și aviației sovietice. Germanii au încercat executarea unei manevre de învăluire la Baruth, tentativă care s-a încheiat cu un eșec. În ciuda ordinelor lui Busse, care ceruse tanchiștilor să înceteze atacul, dar să rămână în zona Baruthului, colonelul Luck, comandantul atacului de blindate, a desființat formațiile și a permis soldaților să încerce să se strecoare în mod individual din încercuire.
A doua zi, luptele au continuat în jurul Baruthului, iar echipele de vânători de tancuri au reușit să arunce în aer câteva tacuri sovietice îngropate, dar forța formațiunilor de tancuri s-a dovedit insuficientă pentru a rezista contraatacurilor sovietice. Atacul aerian din jurul orei 12:00 al Corpului aerian sovietic al 4-a, efectuat cu 55 de bombardiere, și atacurile repetate ale Corpurilor aeriene 1 și al 2-lea, efectuate cu câte 8 – 10 avioane fiecare, (în total 500 de misiuni), au provocat un haos general și importante pierderi. Cele două grupări de tancuri germane au fost distruse aproape în totalitate. Sovieticii au pretins că au luat aproximativ 5.000 de prizonieri, au distrus 40 de tancuri și tunuri autopropulsate și au capturat aproape 200 de tunuri și mortiere. Pierderile în oameni și arme aveau să afecteze profund următoarele tentative de spargere a încercuirii. Doar câțiva supraviețuitori germani ai luptelor au reușit să ajungă pe malul fluviului Elba.

### A doua tentativă de străpungere a încercuirii
A doua zi dimineața, avangarda germană a găsit un punct slab între două armate inamice și mai mulți soldați germani au reușit să se strecoare din încercuire traversând autostrada, mai înainte ca sovieticii să acopere spărtura. Luptele au avut o intensitate foarte mare, aviația sovietică executând raiduri neîncetate, în timpul cărora au fost efectuate 2.459 misiuni de atac la sol și 1.683 misiuni de bombardament. Germanii nu au reușit să-și folosească corespunzător blindatele din cauza atacurilor aeriene în câmp deschis și a solului nisipos din pădurile de pini din regiune, în care șenilele tancurilor patinau. Avangarda germană a reușit să și să traverseze drumul Mark–Zossen (Reichstrasse 96), unde au fost reperați de un avion de recunoaștere al Luftwaffe. Hitler s-a înfuriat când și-a dat seama că Busse lupta să ajungă la liniile americane și nu se străduia să ajungă în Berlin. De la cartierul general al Führerului au fost emise mai multe mesaje radio prin care se cerea lui Busse să se îndrepte spre Berlin, dar nu a fost recepționat niciun răspuns.
În timpul nopții de 26/27 aprilie și în ziua de 27 aprilie, germanii au continuat atacurile de-a lungul a două axe: la sud dinspre Halbe spre Baruth și în nord dinspre Teupitz. În ciuda faptului că nu s-a reușit spargerea încercuirii, un număr de soldați germani au reușit să se strecoare printre liniile sovietice.
Liniile frontului nu erau continue, cauza principală fiind terenul împădurit, care reducea vizibilitatea până la câțiva metri, astfel încât primejdia ambuscadelor și atacurilor prin surprindere era uriaș pentru ambele părți. Fumul din zonele de pădure incendiate i-a ajutat pe germani, care nu puteau fi detectați de avioanele de recunoaștere. În aceeași măsură, germanii erau împiedicați să se deplaseze în direcția dorită, dacă nu aveau busolă sau nu puteau zări soarele. Pământul nisipos a împiedicat construirea unor lucrări genistice cât de cât importante, care să protejeze soldații de schijele proiectilelor și așchiile sărite din trunchiurile pomilor distruși de explozii.

### A treia tentativă de străpungere a încercuirii
În noaptea de 28 aprilie, germanii au încercat pentru a treia oară să străpungă încercuirea în regiunea Halbe. Ei au reușit să depășească liniile defensive ale Diviziai a 50-a de pușcași de Gardă și au creat un coridor de la Halbe spre vest, dar cu mari costuri umane și materiale. În cursul aceleiași zile și în ziua care a urmat, sovieticii și-au întărit flancurile și au atacat din sud, zona localității Halbe fiind bombardată cu  proiectile de artilerie, bombe de aviație și rachete Katiușa.
În acest moment, forțele germane se întindeau pe o mare suprafață, începând cu ariergarda de la Storkow până la avangarda care făcuse deja joncțiunea cu Armata a 12-a la Beelitz. În regiunea localității Halbe se aflau mai multe grupări germane importante. Sovieticii au hotărât să secționeze „omida” germană și să distrugă separat fiecare segment. Germanii plănuiau să mențină coridorul deschis și să continue deplasarea spre vest.
Situația germanilor din regiunea Halbe era disperată. Ordinele emise pentru ei erau adresate unor unități care nu mai existau. Între militarii armatei regulate (Wehrmacht) și cei ai unităților de elită SS (Waffen-SS) existau tensiuni importante. În orășelul Halbe, mulți civili au fost impresionați de soarta soldaților foarte tineri („Kindersoldaten”) și i-au ajutat să-și schimbe uniformele cu haine civile.
În zilele care au urmat, luptele au devenit din ce în ce mai confuze, de multe ori liniile germane și sovietice amestecându-se. Pierderile de ambele părți au fost impresionate. Doar aproximativ 25.000 de soldați germani au reușit să scape din încercuire și să se alăture Armatei a 12-a pe partea estică a drumului nord-sud prin Beelitz. Deși se consideră că ziua de 1 mai a marcat încheierea bătăliei de la Halbe, resturile unităților Armatelor a 12-a și a 9-a au continuat luptele pentru retragerea spre Elba, pentru a se preda în mâinile americanilor, nu ale sovieticilor.

## Urmări
Pierderile ambelor tabere au fost foarte ridicate. În cimitirul din Halbe sunt înmormântați aproximativ 30.000 de soldați germani. Aproximativ 20.000 de soldați sovietici au murit în încercarea de a opri străpungerea liniilor lor. Cei mai mulți sunt înmormântați în cimitirul militar de lângă șoseaua Mark-Zossen. În fiecare an mai sunt descoperite în regiune rămășițele altor soldați căzuți în luptă, așa că numărul real al celor care au pierit în bătălie nu va fi niciodată cunoscut cu certitudine. Nu există nicio evidență a civililor care au pierit în timpul luptelor, dar estimările dau o cifră de aproximativ 10.000 de persoane.